# Данбар, Джеймс
Джеймс Ральф «Джим» Данбар (англ. James Ralph "Jim" Dunbar; 11 июля 1930, Крофордсвилл, Индиана — 14 мая 2018, Те-Вудлендс) — американский гребец, выступавший за сборную США по академической гребле в начале 1950-х годов. Чемпион летних Олимпийских игр в Хельсинки, победитель и призёр регат национального значения. Лётчик Военно-воздушных сил США.

## Биография
Джеймс Данбар родился 11 июля 1930 года в городе Крофордсвилл, штат Индиана.
Поступил в Университет Пердью, но вскоре перевёлся в Военно-морскую академию США в Аннаполисе, где серьёзно занимался академической греблей. Состоял в местной гребной команде, неоднократно принимал участие в различных студенческих регатах, в частности в восьмёрках побеждал на чемпионате Межуниверситетской гребной ассоциации (IRA) и в традиционной регате «Восточные спринты» (Eastern Sprints).
Наивысшего успеха в гребле на международном уровне добился в сезоне 1952 года, когда вошёл в основной состав американской национальной сборной и благодаря череде удачных выступлений удостоился права защищать честь страны на летних Олимпийских играх в Хельсинки. В составе экипажа-восьмёрки в финале обошёл всех своих соперников, в том числе более чем на пять секунд опередил ближайших преследователей из Советского Союза, и тем самым завоевал золотую олимпийскую медаль.
В 1955 году окончил Военно-морскую академию и затем стал военным лётчиком. На самолёте F-105 Thunderchief участвовал в более чем ста боевых операциях во время Вьетнамской войны, награждён Крестом лётных заслуг, Бронзовой звездой, медалью «За похвальную службу» и десятком других наград Военно-воздушных сил США. Позже стал членом Общества экспериментальных лётчиков-испытателей. Вышел на пенсию в 1982 году в звании полковника.
Впоследствии проявил себя как тренер по академической гребле, в том числе занимался подготовкой гребцов в старшей школе J.E.B. Stuart High School в округе Фэрфакс, Виргиния, участвовал в сборе средств для местных гребных команд. Имеет отношение к выбору места для проведения соревнований по академической гребле на Олимпийских играх 1996 года в Атланте.
Умер 14 мая 2018 года у себя дома в Те-Вудлендс в возрасте 87 лет.